# Foi et Vie
Foi et Vie, aussi orthographié Foi & Vie, est une revue protestante de culture, fondée en 1898 par Benjamin Couve et Paul Doumergue. 

## Histoire
En janvier 1898, Paul Doumergue lance avec le pasteur Benjamin Couve une revue d'évangélisation, La Foi et la Vie, afin de développer le rayonnement de la pensée protestante en France mais aussi de s’assurer que cette pensée protestante reste au contact avec l'ensemble de la pensée moderne, et notamment des questions sociales. La revue, dont le sous-titre est Revue de quinzaine, religieuse, morale, littéraire et sociale paraît tous les quinze jours. Il organise des cycles de conférences, les Conférences de Foi et Vie, dans une salle louée place Saint-Germain-des-Prés, où il fait intervenir des personnalités très diverses, comme Émile Boutroux, Henri Poincaré, Henri Bois ou encore Henri Bergson.
En 1930, Pierre Maury devient rédacteur en chef, suivi à partir de 1939 par le pasteur de Grenoble Charles Westphal. Pendant la Seconde Guerre mondiale, la revue publie une lettre un théologien Karl Barth aux protestants français, appelant à la Résistance spirituelle au nazisme en France, à l'instar de l'Église confessante allemande.
En 1947 paraissent les Premiers Cahiers d'Études Juives. Elles sont dirigées pendant quarante ans par l'historien Fadiey Lovsky. Avec la fin de la revue concurrente Autres Temps en 2003, qui promouvait le christianisme social, Foi & Vie accueille des articles de ce courant autrefois concurrent du barthisme confessionnel. De même en 2021, la revue Perspectives missionnaires est intégré à Foi & Vie sous la forme d'un Cahier d’études missiologiques et interculturelles. 

## Directeurs
- Paul Doumergue[6]
- Pierre Maury (1930-1940)[7]
- Charles Westphal (1940-1957)[8]
- Jean Bosc (1957-1969)[9]
- Jacques Ellul (1969-1986)[10]
- Olivier Millet (1986-1997)
- Sylvain Dujancourt (1997-2004)
- Annie Noblesse-Rocher (2009-2013)
- Frédéric Rognon (depuis 2013)[11],[12].